# Васениус, Биргер
Биргер Васениус (фин. Birger Wasenius; 7 ноября 1911, Гельсингфорс, Великое княжество Финляндское, Российская Империя — 2 января 1940, Салми, Финляндия) — финский конькобежец, серебряный призёр на дистанции 5000 метров и 10000 метров, бронзовый призёр на 1500 метров Олимпийских игр 1936 года, чемпион мира 1939 года, серебряный призёр чемпионатов мира (1934, 1936, 1937), призёр чемпионатов Европы.
Первый успех пришёл к Биргеру Васениусу в 1933 году, когда он стал серебряным призёром чемпионата Европы. После этого он становился чемпионом мира и призёром чемпионатов мира, призёром чемпионатов Европы и олимпийских игр. В начале 1940 года погиб во время советско-финской войны 1939—1940 годов.

## Спортивные достижения
| Год  | ЧМ Европы | ЧМ мира многоборье | Олимпийские игры                     |
| ---- | --------- | ------------------ | ------------------------------------ |
| 1933 | 2         |                    |                                      |
| 1934 |           | 2                  |                                      |
| 1935 | 3         | 6e                 |                                      |
| 1936 |           | 2                  | 8e 500 м · 1500 м · 5000 м · 10000 м |
| 1937 | 3         | 2                  |                                      |
| 1938 | 9e        | 6e                 |                                      |
| 1939 | 4e        | 1                  |                                      |

### Медали
| Соревнование       | Золото · | Серебро · | Бронза · |
| ------------------ | -------- | --------- | -------- |
| ЧМ Европы          | 0        | 1         | 2        |
| ЧМ мира многоборье | 1        | 3         | 0        |
| Олимпийские игры   | 0        | 2         | 1        |

## Личные рекорды
| Дистанция | Время   | Дата            | Каток               |
| --------- | ------- | --------------- | ------------------- |
| 500 м     | 43,4    | 5 февраля 1938  | Давос               |
| 1500 м    | 2.18,2  | 31 января 1937  | Давос               |
| 3000 м    | 4.55,7  | 30 января 1937  | Давос               |
| 5000 м    | 8.21,3  | 31 января 1937  | Давос               |
| 10000 м   | 17.28,2 | 14 февраля 1936 | Гармиш-Партенкирхен |